# Louis Chantereau Lefèbvre
Louis Chantereau Lefèbvre (Parigi, 12 settembre 1588 – Parigi, 2 luglio 1658) è stato uno scrittore e storico francese, figlio di Francesco Chantereau Lefèbvre e di Louise de Saint Yon.
Fu uno dei primi scrittori che hanno sviluppato la storia di Francia, studiandone la storia dei re e quella delle case illustri. Inoltre studiò Giurisprudenza civile e canonica, la storia, la politica, le lettere.

## Incarichi
Luigi XIII gli diede l'intendenza delle fortificazioni di Piccardia, l'intendenza delle gabelle, poi quella della valutazione del Principato di Sedan, l'intendenza delle Finanze  dei ducati di Bar e di Lorena .  La sua casa era il ritiro dei letterati, che vi si radunavano per parlare di scienze . Egli fu pure presidente dei tesorieri di Francia nella Generalità di Soissons.

## Opere
Scrisse Memorie storiche delle case di Lorena e di Bar. Scrisse un Trattato concernente il matrimonio d'Ansberto e di Blitilde, un altro sopra la questione Se le terre tra la Mosa ed il Reno sono dell'Impero, un Trattato de' Feudi che Pietro Chantereau Lefèbvre, suo figlio, fece stampare: in questo trattato Louis sostenne che i feudi ereditari avessero avuto inizio dopo Ugo Capeto.